# Mohanganj
Mohanganj è un sottodistretto (upazila) del Bangladesh situato nel distretto di Netrokona, divisione di Mymensingh. Si estende su una superficie di 243,2 km² e conta una popolazione di 167.507  abitanti (censimento 2011).